# Gästehaus des Senats

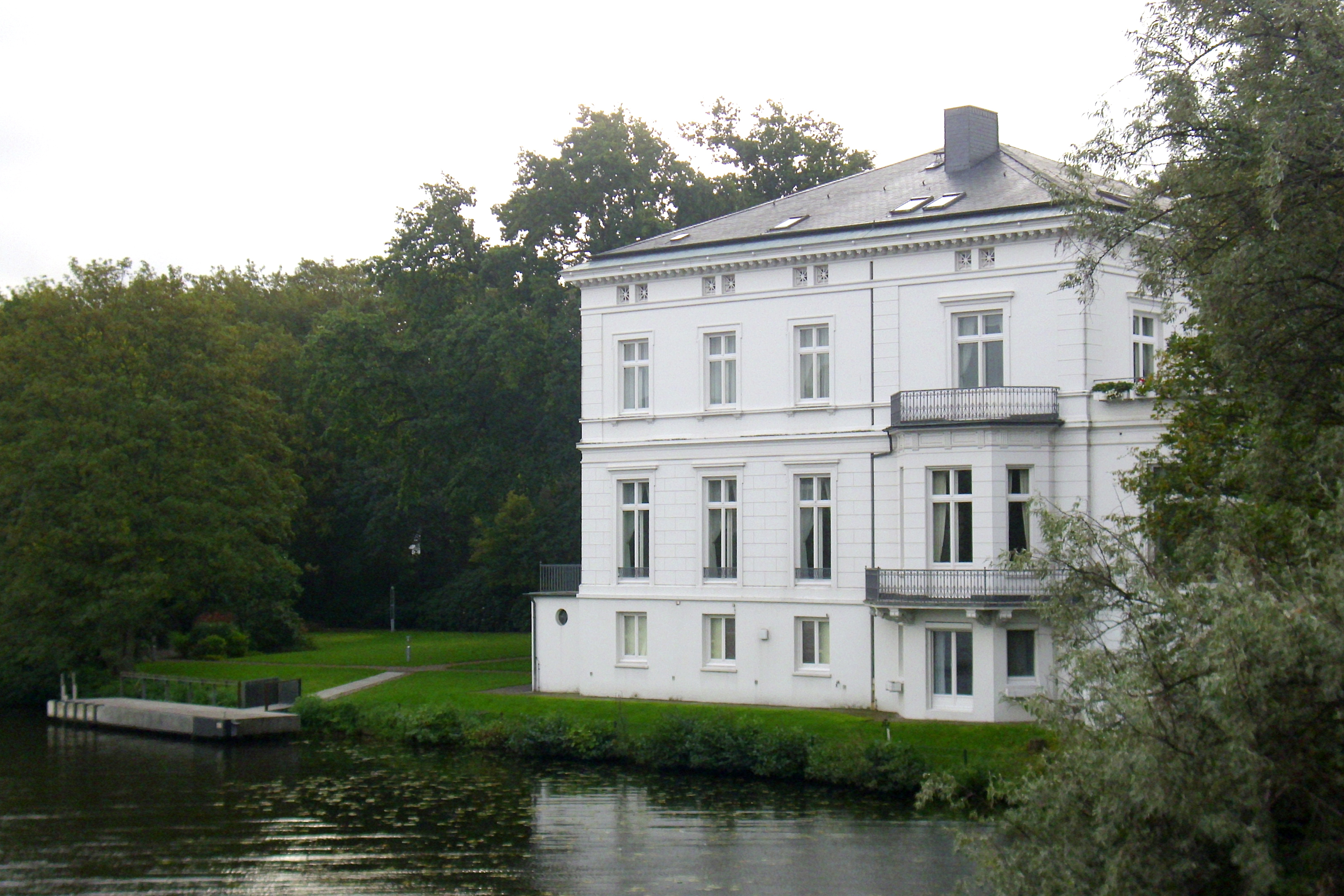
Gästehaus des Senats

Das Gästehaus des Senats von Hamburg steht im Stadtteil Uhlenhorst direkt am Feenteich und der Feenteichbrücke. Seine Anschrift ist Schöne Aussicht 26.
Die spätklassizistische, zweieinhalbgeschössige Villa mit weißer Putzfassade wurde 1868 nach Plänen von Martin Haller als Wohnhaus für den Baumaterialienhändler Johann Friedrich Krogmann fertiggestellt. Nach dessen Tod wurde das Gebäude 1880 an den Kaufmann Adolf Oetling verkauft, der auch im Aufsichtsrat der Deutsche Bank AG tätig war und eine Zeitlang als deutscher Konsul in Mexiko diente.
Als Kulturdenkmal in der Denkmalliste der Hamburger Behörde für Kultur und Medien ist sie seit 1958 aufgeführt, seit 2013 mit der Nummer 22243. Zum Gästehaus für die „Unterbringung hoch- und höchstrangiger Gäste der Stadt“ wurde das Gebäude 1965. Staatsgäste ohne größeres Gefolge können hier untergebracht werden. Außerdem wird das Gebäude für Empfänge und Gesprächsrunden genutzt. Die Repräsentationsräume im Erdgeschoss und die Bibliothek spiegeln die Wohnkultur vergangener Zeiten wider. Im ersten und zweiten Obergeschoss liegen sieben Schlafzimmer. Erster Gast war Königin Elisabeth II. auf ihrem ersten Deutschland-Besuch. In den Jahren 1986 und 1987 wurde das Gästehaus für 2,5 Millionen DM grunderneuert. Weitere Gäste waren der damalige Präsident der Europäischen Kommission, José Manuel Barroso, der damalige französische Premierminister Jean-Marc Ayrault, Prinz Charles und Lady Diana, König Carl XVI. Gustaf und Königin Silvia mit Kronprinzessin Victoria von Schweden, der frühere US-Außenminister Henry A. Kissinger, PLO-Chef Jassir Arafat, der Dalai Lama sowie Kronprinzen der Königshäuser von Norwegen und Dänemark. Während des G20-Gipfels in Hamburg im Juli 2017 war US-Präsident Donald Trump im Gästehaus untergebracht.

## Nachweise
1. ↑  Herberge für die Mächtigen. Astrid Bohnwagner, die gute Seele des Senatsgästehauses. In: Hamburger Abendblatt vom 25. Mai 2012, abgerufen am 9. Juni 2017
2. ↑  Auslandsvertretungen – Wikisource. Abgerufen am 29. September 2018.
3. ↑  Denkmalliste Hamburg auf dem Transparenzportal Hamburg. Abgerufen am 9. Juni 2017.
4. ↑  Günter Beling: Das Gästehaus des Senats an der Alster. 300.000 Mark – 297 Tage leer! In: Hamburger Morgenpost vom 24. Juli 1999. Abgerufen am 9. Juni 2017.
5. ↑  Insa Gall: Das Gästehaus. Hier residieren die Mächtigsten der Welt. In: Die Welt vom 27. Juli 1999. Abgerufen am 9. Juni 2017.
6. ↑  Camilla John: Astrid Bohnwagner. Die gute Seele des Senatsgästehauses. (abendblatt.de [abgerufen am 29. September 2018]).
7. ↑  G20-Gipfel: Innensenator Andy Grote: „Wir passen auf Trump auf, gleich wo er schläft“. In: MOPO.de. 8. Juni 2017 (mopo.de [abgerufen am 9. Juni 2017]).

Koordinaten: 53° 34′ 17,2″ N, 10° 0′ 35,5″ O